# Episodi di Superboy (quarta stagione)
La quarta stagione della serie televisiva Superboy è stata trasmessa negli Stati Uniti d'America tra il 1991 e il 1992.
| nº | Titolo originale          | Titolo italiano                | Prima TV USA     | Prima TV Italia |
| -- | ------------------------- | ------------------------------ | ---------------- | --------------- |
| 1  | A Change of Heart: Part 1 | Il pentimento Parte 1          | 6 ottobre 1991   |                 |
| 2  | A Change of Heart: Part 2 | Il pentimento Parte 2          | 13 ottobre 1991  |                 |
| 3  | The Kryptonite Kid        | Il ragazzo di kryptonite       | 20 ottobre 1991  |                 |
| 4  | The Basement              | Cercasi identità               | 27 ottobre 1991  |                 |
| 5  | Darla Goes Ballistic      | La forza dell'amore            | 3 novembre 1991  |                 |
| 6  | Paranoia                  | Paranoia                       | 10 novembre 1991 |                 |
| 7  | Know Thine Enemy: Part 1  | Il giorno del giudizio Parte 1 | 17 novembre 1991 |                 |
| 8  | Know Thine Enemy: Part 2  | Il giorno del giudizio Parte 2 | 24 novembre 1991 |                 |
| 9  | Hell Breaks Loose         | Fenomeni paranormali           | 1º dicembre 1991 |                 |
| 10 | Into the Mystery          | Zia Cassandra                  | 8 dicembre 1991  |                 |
| 11 | To Be Human: Part 1       | Bizzarro cambia vita Parte 1   | 19 gennaio 1992  |                 |
| 12 | To Be Human: Part 2       | Bizzarro cambia vita Parte 2   | 26 gennaio 1992  |                 |
| 13 | West of Alpha Centauri    | Ad ovest di Alfa Centauri      | 2 febbraio 1992  |                 |
| 14 | Threesome: Part 1         | Terzetto Parte 1               | 9 febbraio 1992  |                 |
| 15 | Threesome: Part 2         | Terzetto Parte 2               | 16 febbraio 1992 |                 |
| 16 | Out of Luck               | La moneta maledetta            | 23 febbraio 1992 |                 |
| 17 | Who Is Superboy?          | Chi è Superboy                 | 1º marzo 1992    |                 |
| 18 | Cat and Mouse             | Una rapida carriera            | 19 aprile 1992   |                 |
| 19 | Obituary for a Superhero  | Trappola mortale               | 26 aprile 1992   |                 |
| 20 | Metamorphosis             | Metamorfosi                    | 3 maggio 1992    |                 |
| 21 | Rites of Passage: Part 1  | Riti di passaggio Parte 1      | 10 maggio 1992   |                 |
| 22 | Rites of Passage: Part 2  | Riti di passaggio Parte 2      | 17 maggio 1992   |                 |